# 环形广场 (毕尔巴鄂)
环形广场（Plaza Circular）是毕尔巴鄂市中心的一个广场，位于唐迭戈洛佩斯德阿罗大街（Gran Vía de Don Diego López de Haro）的开端。

## 建筑
环形广场周围有以下重要建筑：
- 比斯开大厦（Torre Bizkaia）.
- 英格列斯百貨（El Corte Inglés）
- 毕尔巴鄂地铁的阿万多站（estación de Abando）
- 畢爾包-阿萬多車站（Estación de Abando Indalecio Prieto）
- 终点大厦（Edificio Terminus），毕尔巴鄂比斯开储蓄银行（Bilbao Bizkaia Kutxa，BBK）旧楼，毕尔巴鄂建筑师塞韦里诺·阿丘卡罗（Severino Achúcarro）的作品，由市议会收购，目前为旅游办公室等使用。[2]
- 迭戈·洛佩斯·德·阿罗（Diego López de Haro）纪念碑，位于广场中心。
- 格兰哈大厦（Edificio La Granja），修复并改建为酒店。

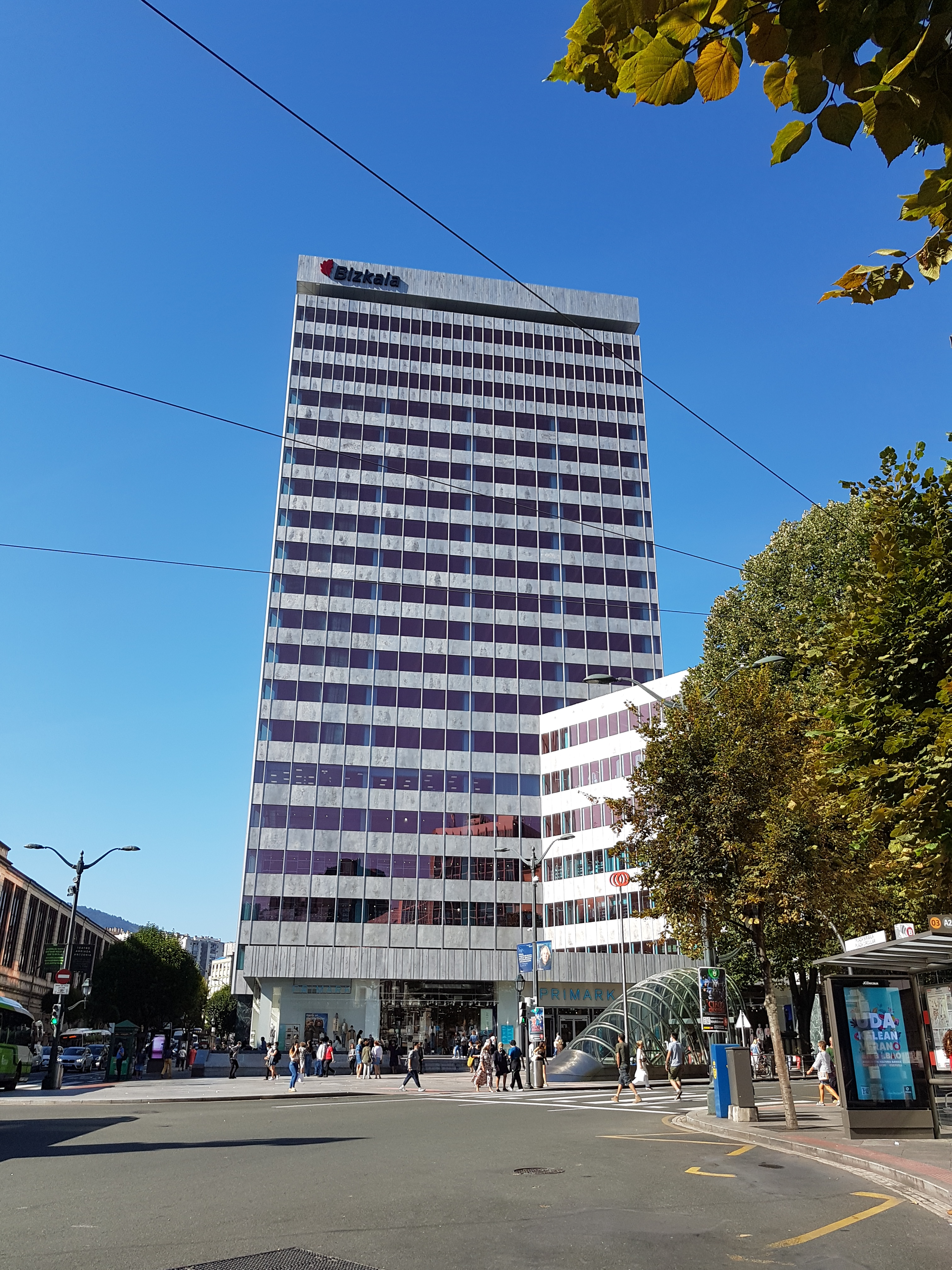
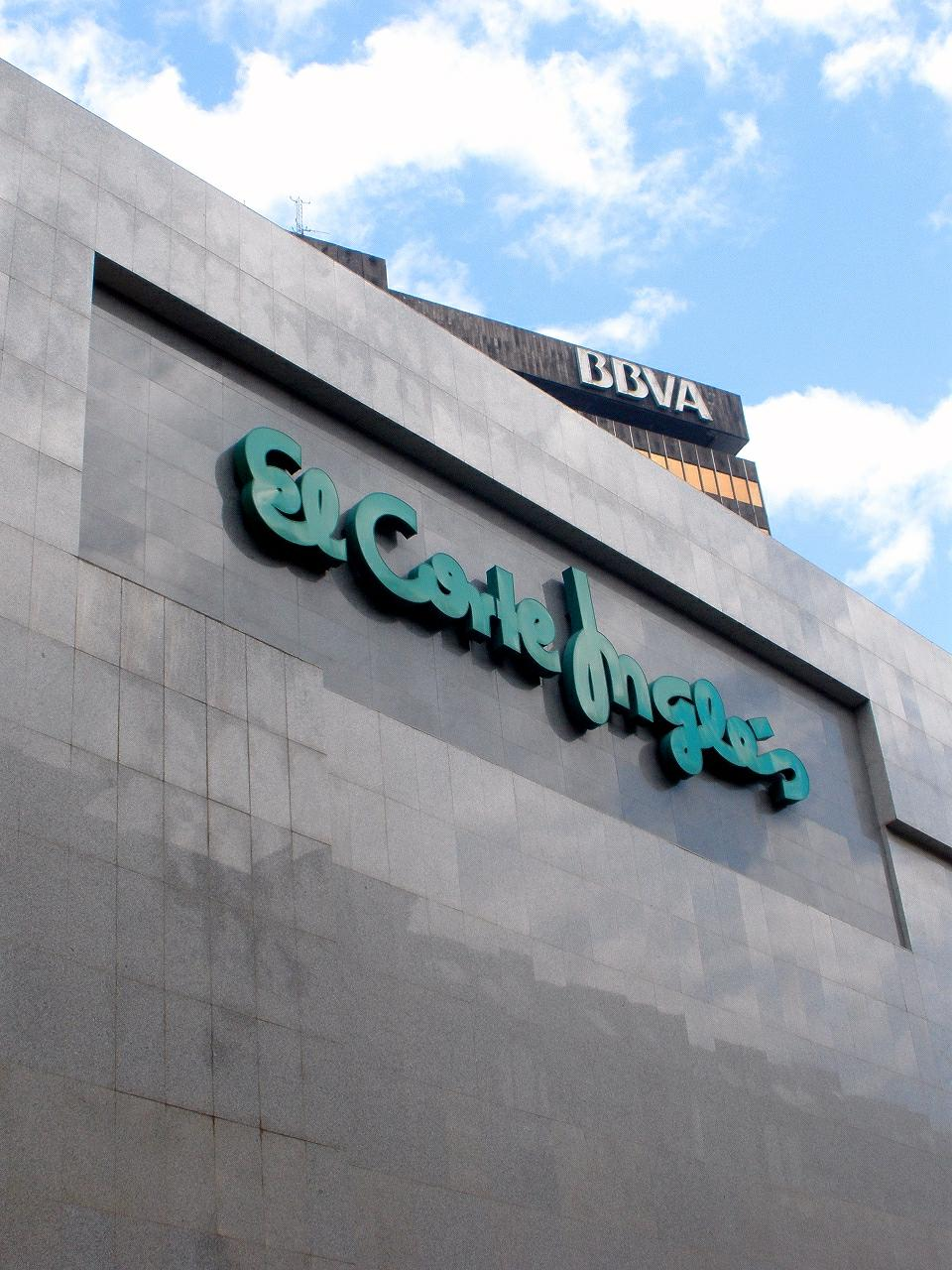
英格列斯百貨
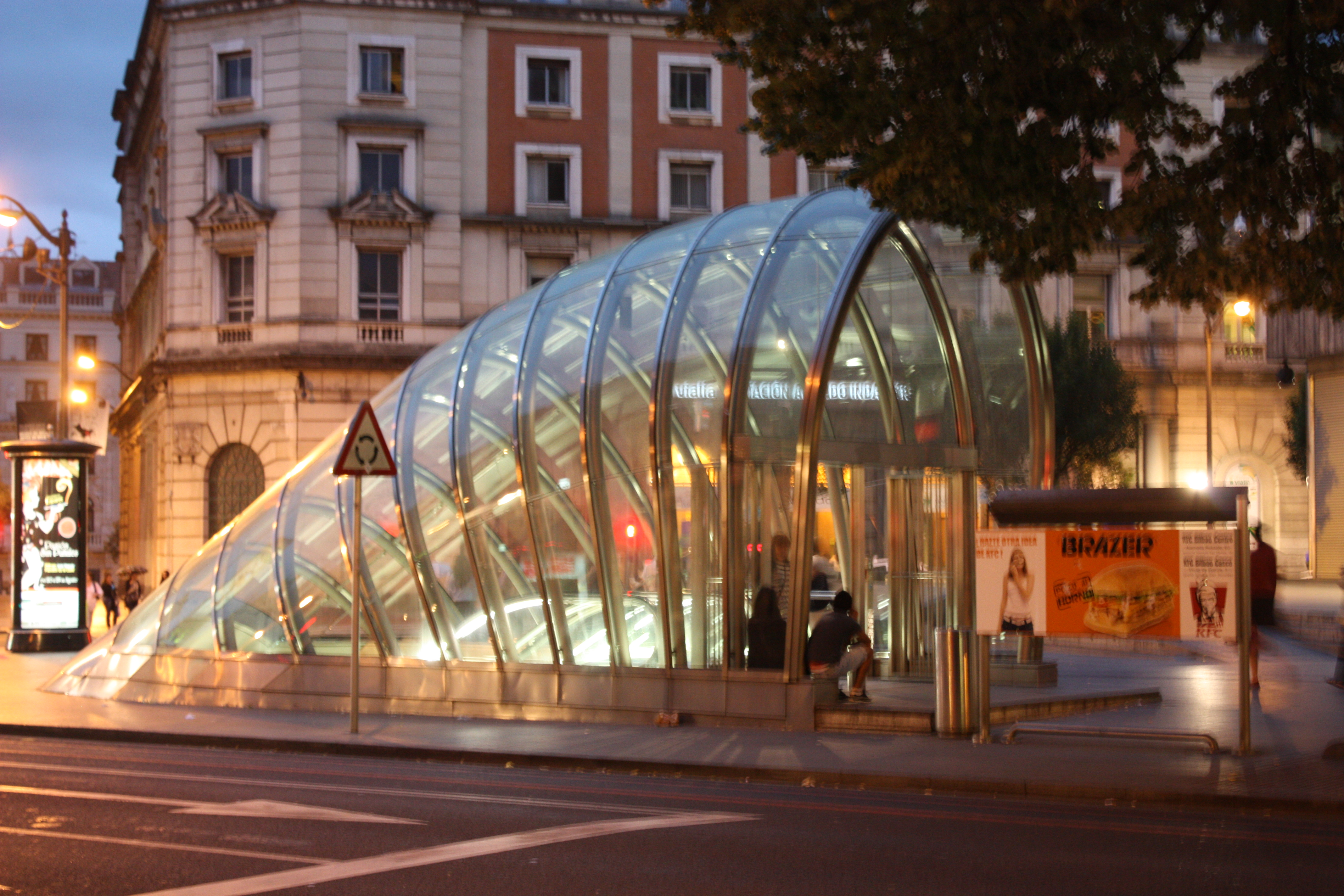
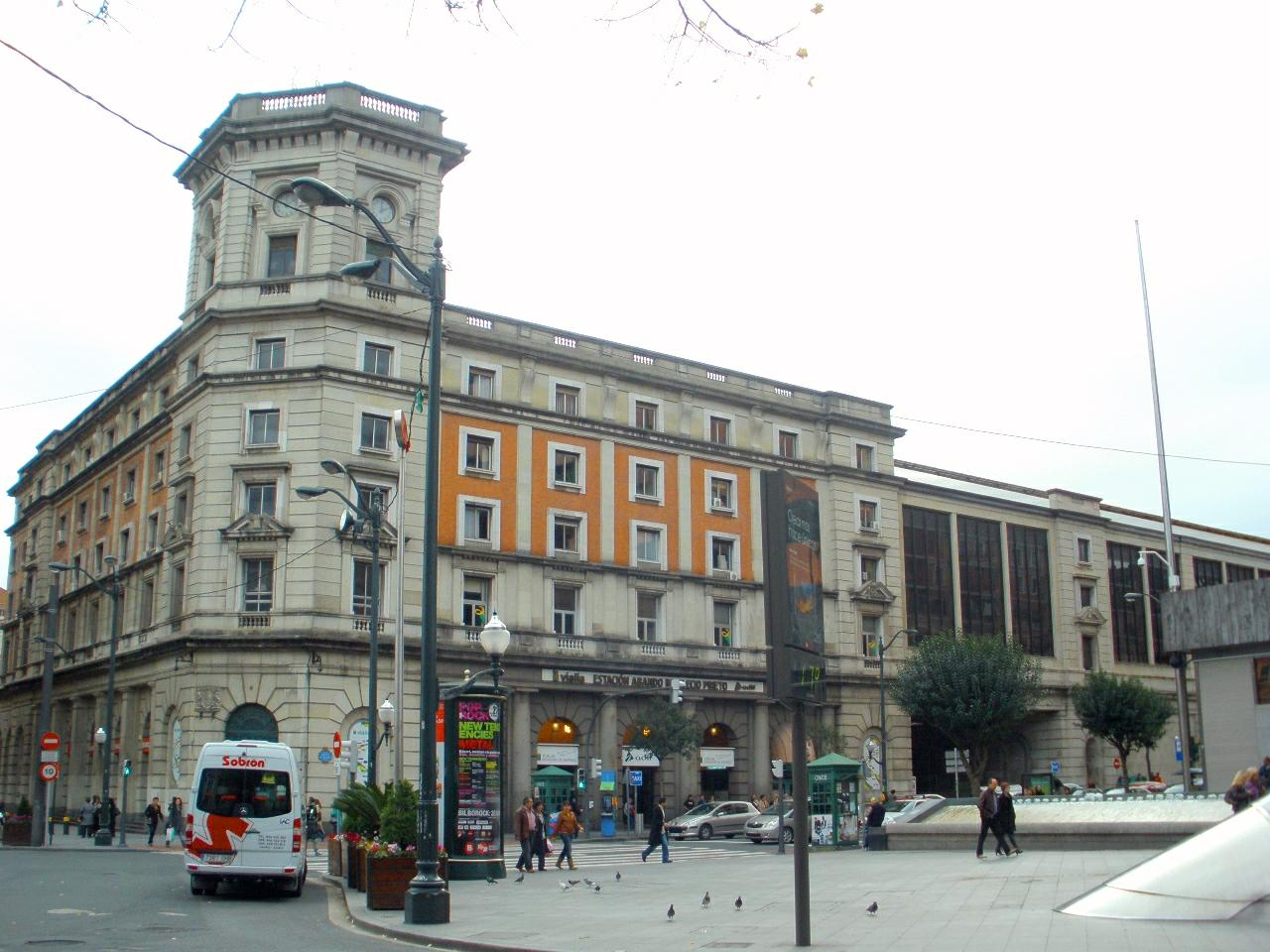
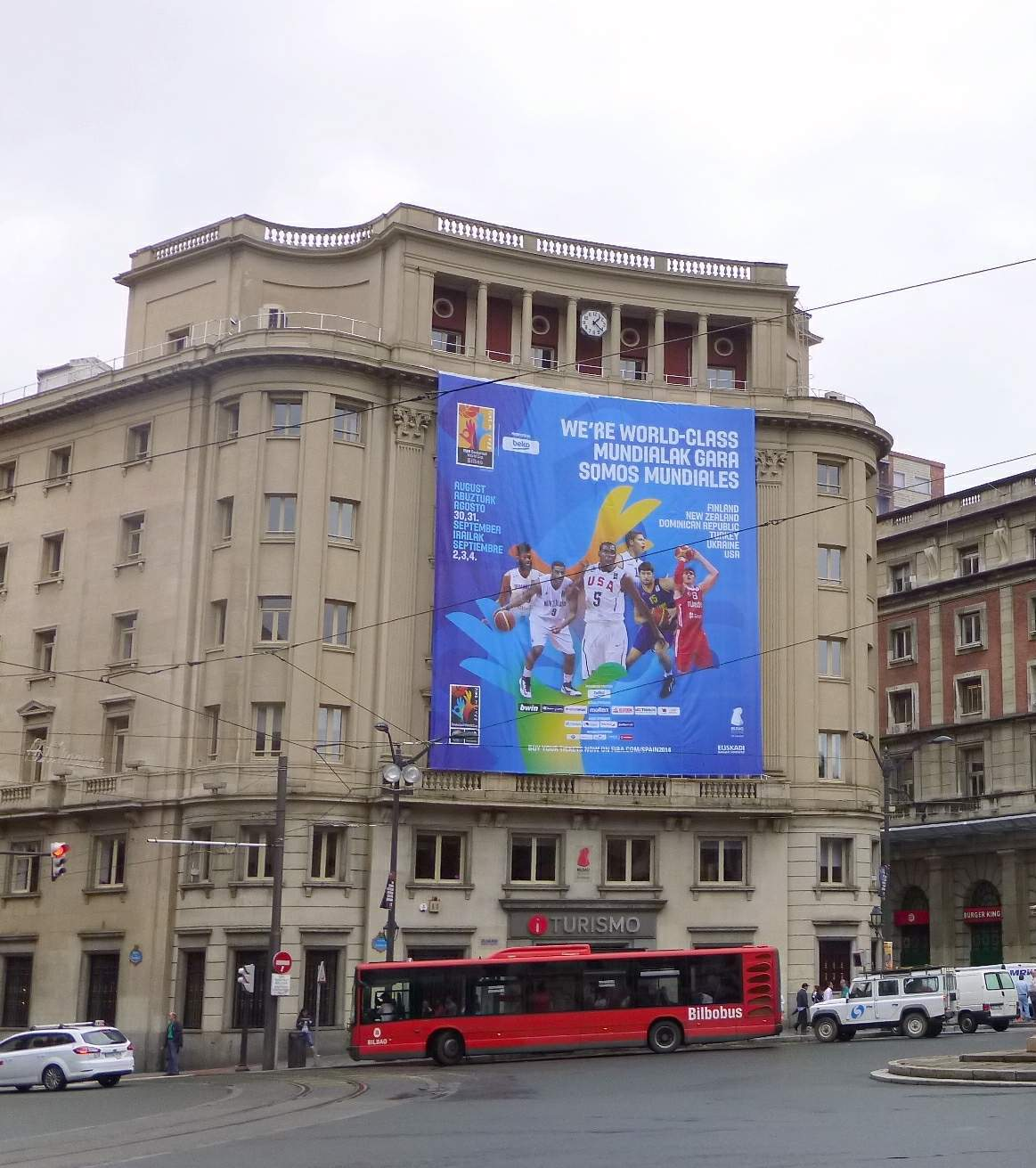
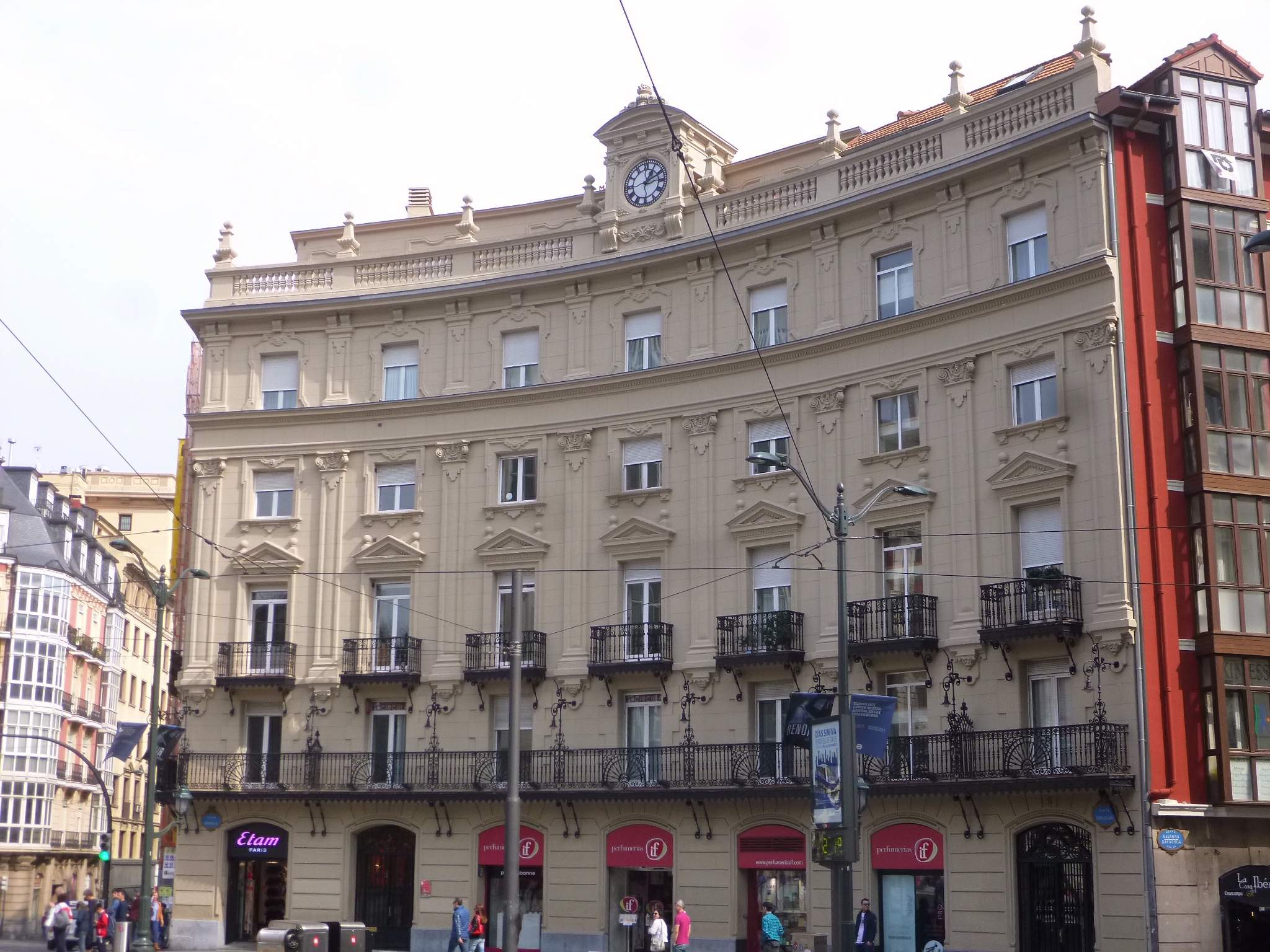
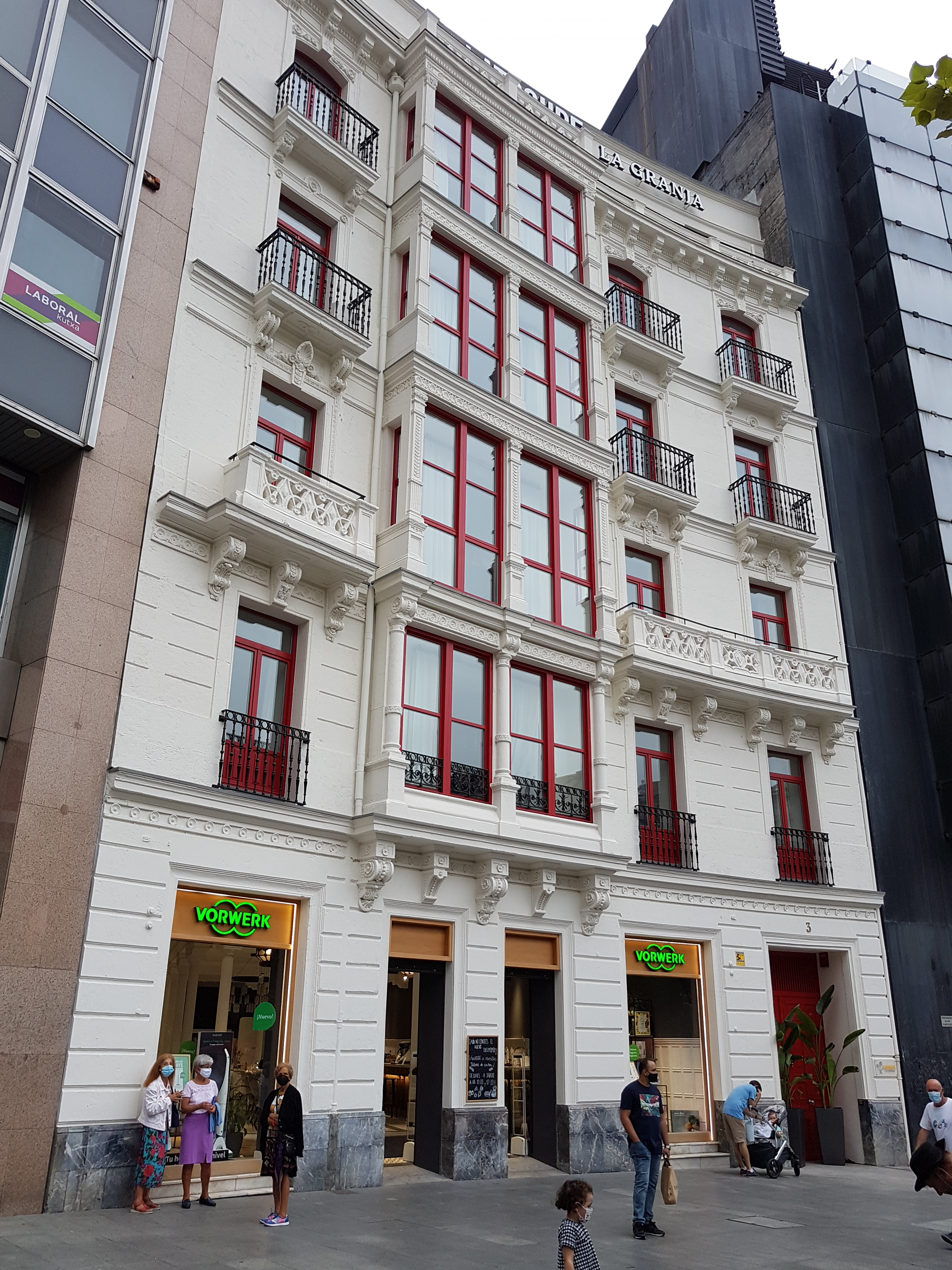
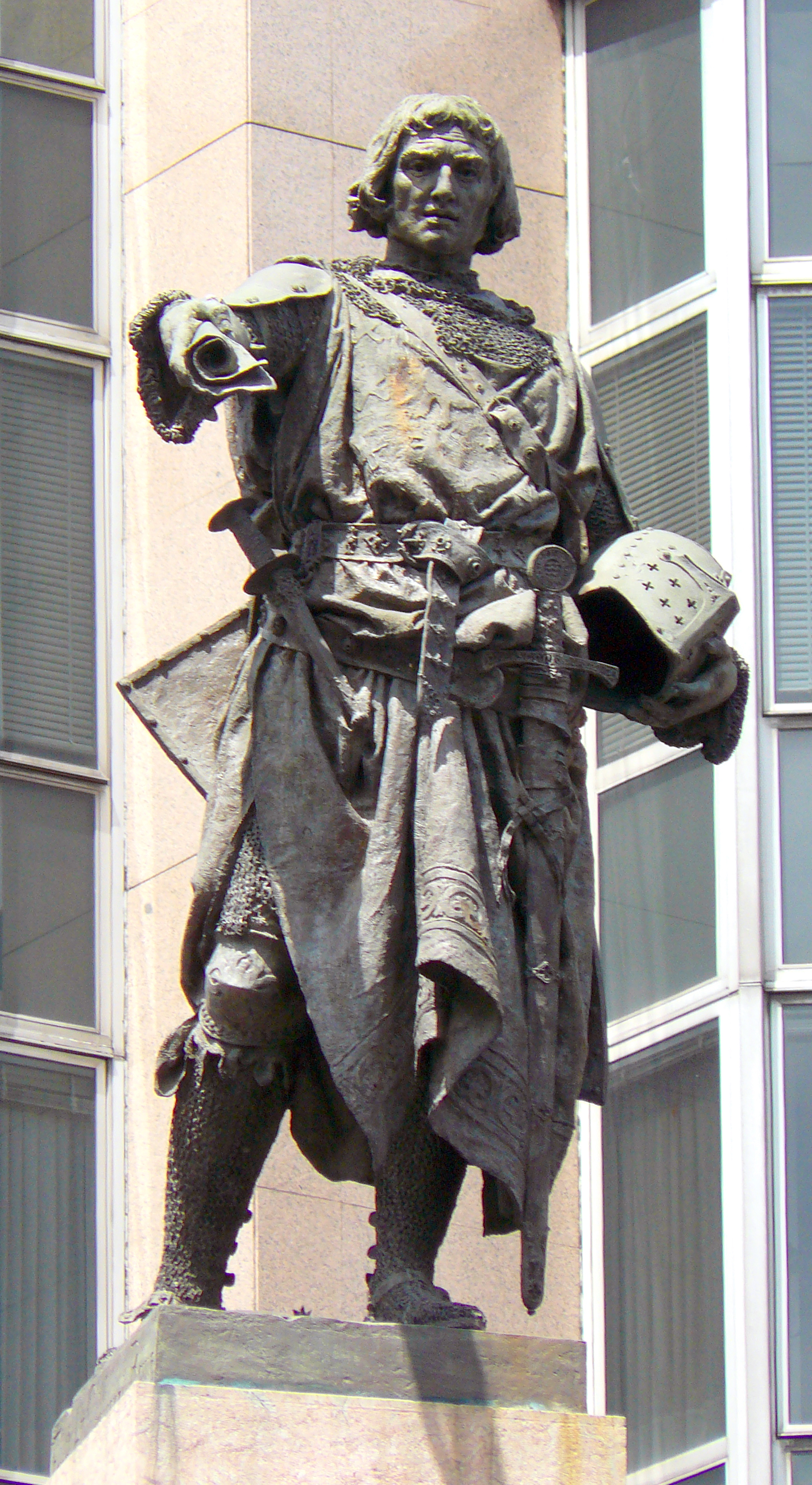

## 交通
除了西班牙国家铁路的畢爾包-阿萬多車站和毕尔巴鄂地铁的阿万多站外，还有电车以及Bilbobus、Bizkaibus在此设站。

## 改造
2014年10月17日，环形广场进行改造。工程于11月12日开工，4月初竣工。广场增加了50%的步行空间，位于广场中心的唐·迭戈·洛佩斯·德·哈罗雕像也被修复。
此外，2015年秋季开始全面修复畢爾包-阿万多车站的三个立面，经过三年的施工，于2018年10月31日完工。
2016年10月20日，西班牙外换银行开始建造比斯开大厦（Torre Bizkaia），将于2021年5月20日开业。。